# Canavalia mollis
Canavalia mollis là một loài thực vật có hoa trong họ Đậu. Loài này được Wight & Arn. miêu tả khoa học đầu tiên.